# Paul J. DiMaggio

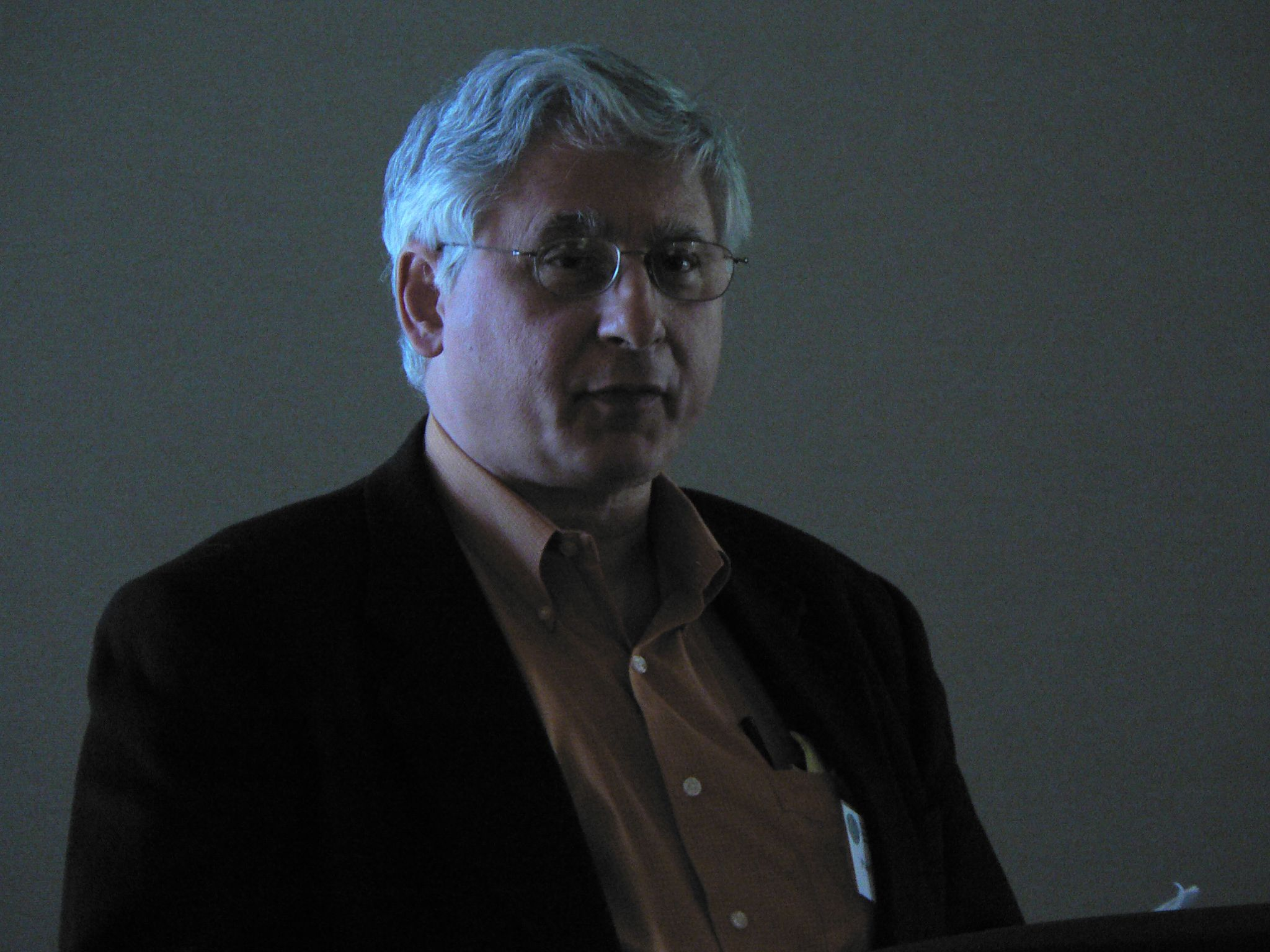
Paul J. DiMaggio

Paul Joseph DiMaggio (* 10. Januar 1951 in Philadelphia, Pennsylvania) ist ein amerikanischer Soziologe und seit Februar 2016 Professor an der New York University.

## Leben
Di Maggio absolvierte sein Bachelorstudium am Swarthmore College und erhielt die akademischen Grade M.A. und Ph.D. in Soziologie an der Harvard University. Im Jahr 1979 ging er als Postdoctoral Fellow an die Yale University, wo er später Assistant Professor und schließlich Professor am Sociology Department und der School of Management wurde. Von Februar 1992 bis Januar 2016 lehrte er als Professor an der Princeton University. 2009 wurde DiMaggio in die American Academy of Arts and Sciences gewählt. Seit 2016 ist er gewähltes Mitglied der American Philosophical Society, seit 2022 der National Academy of Sciences.

## Forschung
Seine Forschung beschäftigt sich insbesondere mit Organisationen und Institutionen. Zu seinen einflussreichsten Arbeiten gehört das zusammen mit Walter W. Powell  entwickelte Konzept der Isomorphie. Dies impliziert, dass Organisationen ihr Verhalten und ihre Prozesse anderen Organisationen nachempfinden – und zwar nicht zur Effizienzsteigerung, sondern um Legitimität zu gewinnen.

## Veröffentlichungen
- Nonprofit enterprise in the arts : studies in mission and constraint, New York: Oxford University Press, 1987, ISBN 0-195-04063-5[1]
- Mit Sharon Zukin: Structures of capital : the social organization of the economy, Cambridge: Cambridge university press, 1990, ISBN 0-521-37678-5[1]
- The relevance of organization theory to the study of religion, New Haven: Institution for Social and Policy Studies, Yale University, 1992[1]
- The twenty-first century firm : changing economic organization in international perspective, Princeton; Woodstock: Princeton University Press, 2003[1]
- Gender, networks, and cultural capital, Amsterdam: North-Holland, 2004[1]
- Mit Walter W Powell: The new institutionalism in organizational analysis, Chicago: University of Chicago Press, 2008, ISBN 0-226-67709-5[1]